# Ejido San Lorenzo Toxico Manzana Septima
Ejido San Lorenzo Toxico Manzana Septima är ett samhälle (ejido) i Mexiko, tillhörande kommunen Ixtlahuaca i den västra delen av delstaten Mexiko. Orten hade 1 846 invånare vid folkräkningen 2010.